# 溫德姆·克拉克
溫德姆·克拉克（英語：Wyndham Clark，1993年12月9日—）是美國的一位高爾夫球手。他出生在科羅拉多州丹佛，現在參加PGA巡迴賽的賽事。2017年，克拉克成為職業高爾夫球手。他是2023年美國高爾夫公開賽的冠軍得主。

## 外部連結
- 溫德姆·克拉克在PGA巡迴賽的官方網站
- 溫德姆·克拉克在男子高爾夫世界排名的官方網站
- Oregon profile （页面存档备份，存于）